# IC 725
IC 725 ist eine elliptische Galaxie vom Hubble-Typ E im Sternbild Jungfrau auf der Ekliptik. Sie ist schätzungsweise 592 Millionen Lichtjahre von der Milchstraße entfernt und hat einen Durchmesser von etwa 90.000 Lichtjahren.
Das Objekt wurde am 7. April 1893 vom französischen Astronomen Stéphane Javelle entdeckt.